# Alex Thomson (Segler)

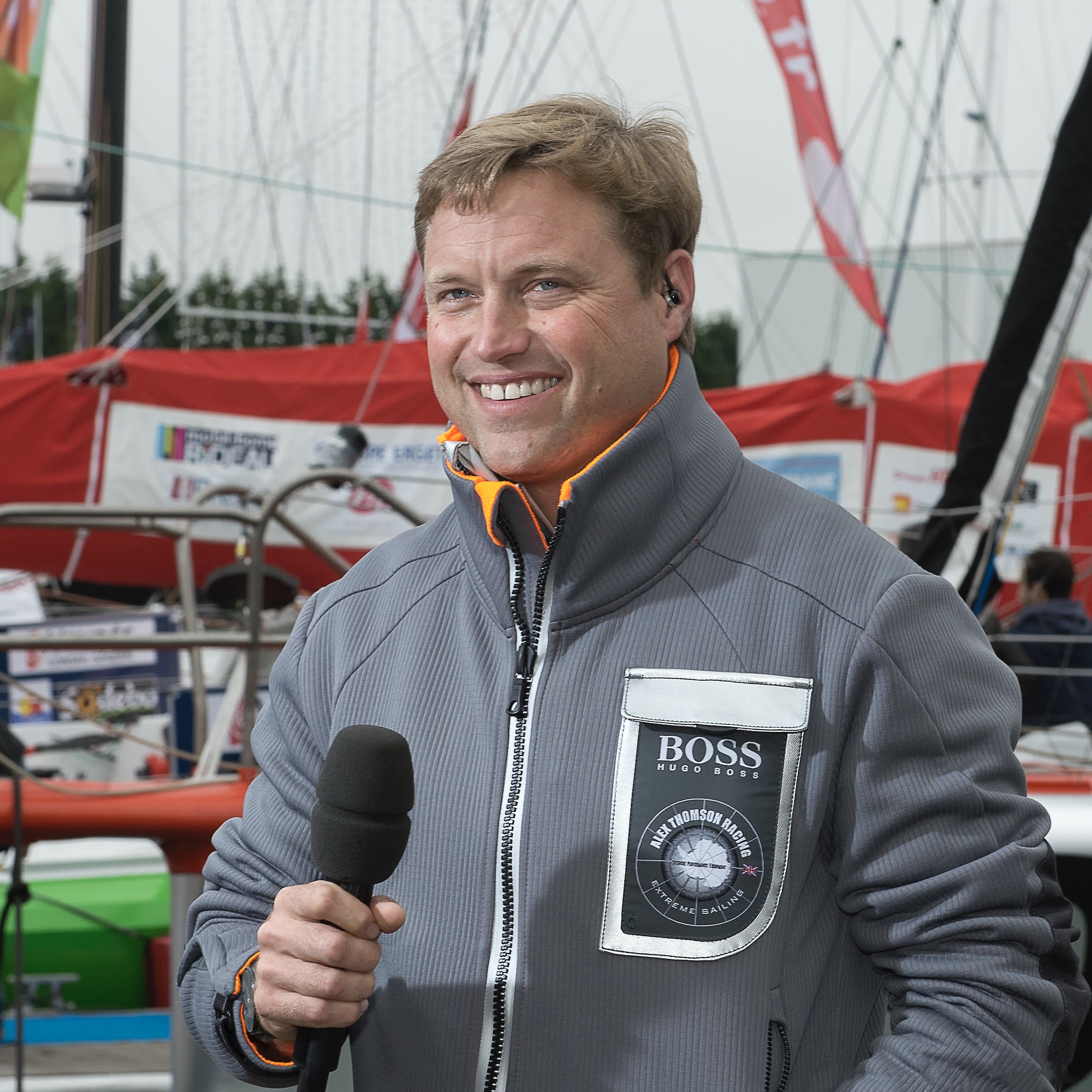
Alex Thomson vor dem Start der Vendée Globe (2012)

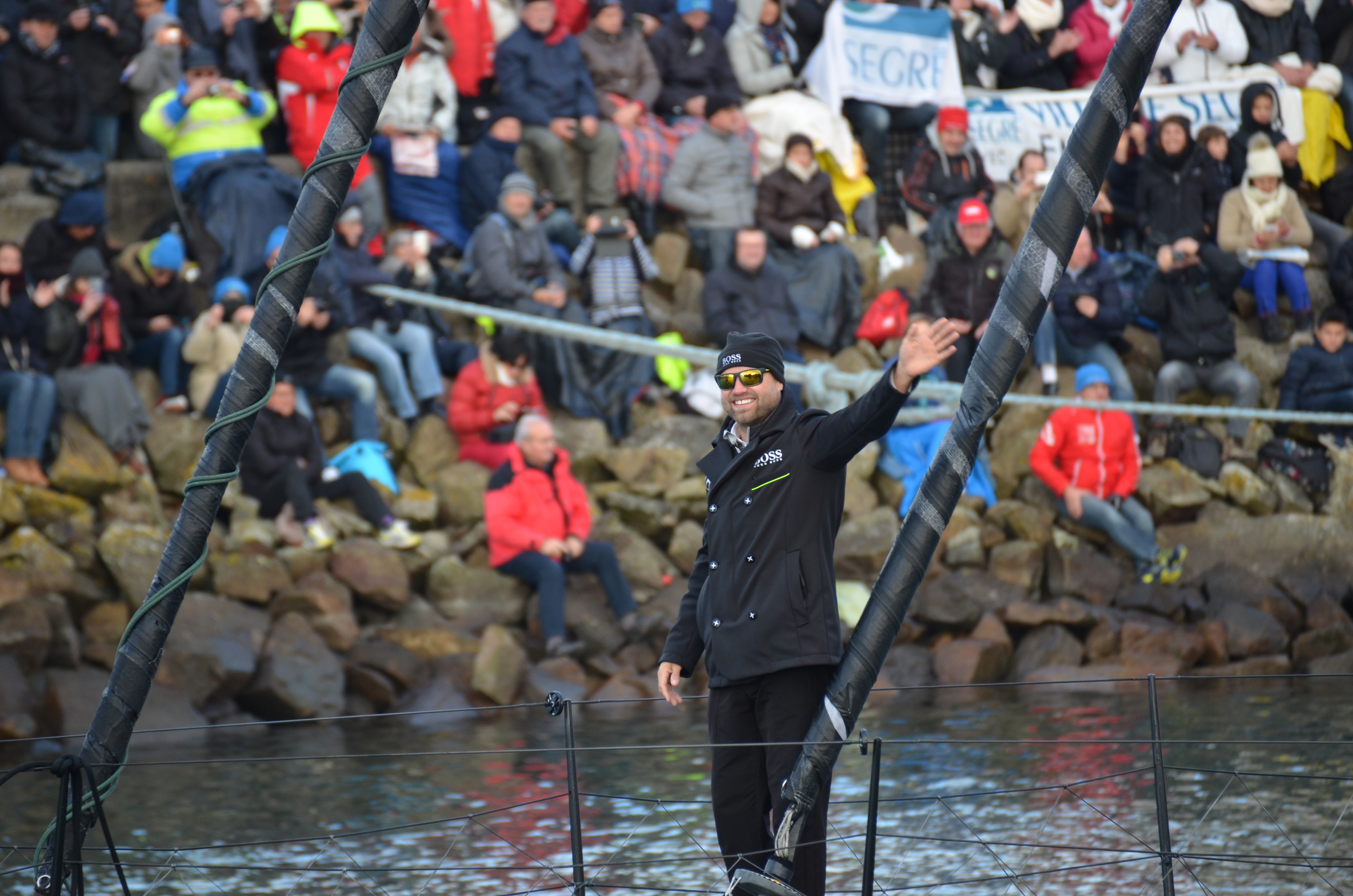
Alex Thomson beim Start der Vendée Globe (2016)

Alex Thomson (* 18. April 1974 in Bangor, Wales) ist ein britischer Segler. Mit 25 Jahren gewann Alex Thomson das Clipper Round the World Yacht Race 1998/1999 und wurde damit zum jüngsten Sieger einer Weltumrundung im Segeln. Am 15./16. Januar 2017 stellte Thomson innerhalb 24 Stunden einen neuen Weltrekord für Einhandsegler auf und schaffte bei der Vendée Globe 536,8 Seemeilen.

## Biografie
Alex Thomson wurde als Sohn eines Luft-See-Rettungshubschrauberpiloten in Nordwales geboren. Er hat eine Zwillingsschwester und einen jüngeren Bruder. Alex zeigte schon früh Talent auf dem Wasser, konnte im Alter von fünf Jahren Wasserski fahren und war mit elf Jahren Windsurfer. Mit 15 segelte er Jollen, bevor er sich auf Yachten wagte.
Thomson nimmt regelmäßig an Regatten teil. In den Jahren 2004, 2008, 2012, 2016 und 2020 war er Teilnehmer der Vendée Globe, 2006 am Velux 5 Oceans, 2007 am Rolex Fastnet Race und 2008 am Barcelona World Race. Im Jahr 2004 wurde Hugo Boss zum offiziellen Leadsponsor seines Rennteams und seine IMOCA 60 Yacht ist seither unter dem BOSS-Logo unterwegs.
Drei Wochen vor der Teilnahme an der Vendée Globe 2008 kollidierte Thomsons Yacht Hugo Boss mit einem französischen Fischerboot und wurde dabei stark beschädigt. Nach Reparaturen war die Yacht zum Start wieder fertig. Drei Tage nach dem Start musste Thomson seine Aufgabe bekanntgeben, da Wasser in seine Open 60 eindrang.
Am 6. November 2016 stach Thomson an Bord seiner Rennyacht Hugo Boss in See zur Vendée Globe. Die Non-Stop-Regatta für Einhandsegler beginnt und endet im französischen Les Sables-d’Olonne. Diese Regatta schloss er am 20. Januar 2017 nach 74 Tagen, 19 Stunden und 35 Minuten als Zweitplatzierter ab.
Am 8. November 2020 startete Thomson abermals an der Vendée Globe. Im Vorfeld des Rennens erhielt seine neue Yacht Hugo Boss aufgrund ihres ungewöhnlichen Designs viel Aufmerksamkeit: Im Gegensatz zu anderen Yachten der IMOCA 60-Klasse verfügt die Hugo Boss unter anderem über ein komplett geschlossenes Cockpit und zahlreiche Außenkameras. Am 4. Dezember 2020 musste Thomson die Vendée Globe infolge eines gebrochenen Ruders aufgeben.
Alex Thomson ist mit Kate, geborene Denham, verheiratet, seit 2011 Vater eines Sohnes und seit 2014 Vater einer Tochter.

## Erfolge
- 2018: Route du Rhum (Dritter durch Penalty)
- 2017: Vendée Globe (Zweiter)
- 2016: New York Vendée Transat Race (Dritter)
- 2014: New York nach Barcelona Rennen (Sieger)
- 2013: Vendée Globe (Dritter), Fastnet Race (Zweiter)
- 2012: West to east Transat record, 8 Tage, 22 Stunden, 8 Minuten
- 2011: Transat B to B (Vierter), Transat Jaques Vabre (Zweiter)
- 2008: Barcelona World Race (Zweiter)